# Журнал психологии личности и социальной психологии
Журнал психологии личности и социальной психологии (англ. Journal of Personality and Social Psychology) — ежемесячный рецензируемый научно-практический журнал, издаваемый Американской психологической ассоциацией с 1965 года. Журнал охватывает сферы социальной и психологии личности. Главными редакторами являются Элиот Р. Смит (Университет Индианы, раздел отношений и социального познания), Керри Каваками (Йоркский университет; раздел межличностных отношений и групповых процессов), и М. Линн Купер (Университет Миссури; раздел личностных процессов и индивидуальных различий).

## Содержание и структура
Внимание журнала сосредоточено на эмпирических научных докладах, однако, в нём публикуются также специализированные теоретические, методические и обзорные статьи. Статьи, как правило, предполагают длительное введение и обзор литературы, проведено несколько исследований, которые исследуют различные аспекты теории или тест несколько конкурирующих гипотез. Некоторые исследователи видят в требовании нескольких экспериментов чрезмерное бремя, которое задерживает публикацию ценной работы. Тем не менее это требование также помогает поддерживать впечатление, что исследование, опубликованное в журнале были тщательно проверены и, менее вероятно, чтобы быть результатом ошибки.
Журнал включает три самостоятельных раздела, имеющих собственного редактора. В разделе «Отношения и социальное познание» рассматриваются те вопросы социального поведения, в которых познание играет важную роль, в том числе интерфейс познания с явным поведением, аффектом и мотивацией. Раздел «Межличностные отношения и групповые процессы» ориентируется на психологические и структурные особенности взаимодействия в парах и группах. В разделе «Личностные процессы и индивидуальные различия» публикуется исследования по всем аспектам психологии личности. Он включает в себя исследования индивидуальных различий и основных процессов поведения, эмоций, копинга, здоровья, мотивации и других явлений, которые отражают личность.

## Реферирование и индексация
Журнал реферируется и индексируется в:
- Academic ASAP
- Academic OneFile
- Academic Search Premier
- AgeLine
- Bibliography of Asian Studies
- Current Contents
- Current Index to Statistics
- Dietrich's Index Philosophicus
- FRANCIS
- Family Index
- Family Studies Abstracts
- Higher Education Abstracts
- InfoTrac
- International Bibliography of the Social Sciences
- MLA International Bibliography
- MEDLINE/PubMed
- Peace Research Abstracts Journal
- ProQuest
- PsycINFO
- Race Relations Abstracts
- Religion Index One
- Russian Academy of Sciences Bibliographies
- Scopus
- Social Sciences Citation Index
- Social Services Abstracts
- Social Work Abstracts
- SocINDEX
- Sociological Abstracts

По данным Журнала отчетов о цитировании, журнал в 2015 году имеет импакт-фактор 4.736. Это третье место в рейтинге 62 журналов в категории «Психология, Социальная».